# Dundeei Egyetem
A Dundeei Egyetem (University of Dundee) egy 1967-ben alapított skóciai egyetem. Az egyetem Dundee városában, Skócia keleti partján található.
Az egyetem az Egyesült Királyság legjobb harminc egyeteme között van számon tartva.

## Lásd még
- St. Andrews-i Egyetem